# كأس إسكتلندا

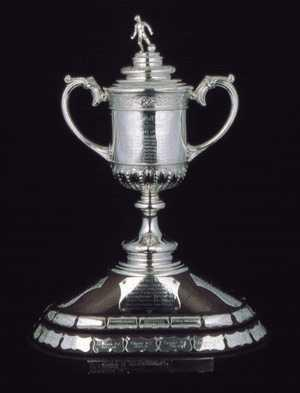
كأس البطولة

كأس اسكتلندا أو الكأس الاسكتلندية (بالإنجليزية: Scottish Cup)‏،  (بالإسكتلندية: Scots Cup)‏؛ (بالغيلية الإسكتلندية: Cupa na h-Alba)، هي مسابقة كأس خروج المغلوب السنوية لكرة القدم للأندية في إسكتلندا. أقيمت المسابقة لأول مرة عام 1873. الدخول مفتوح للجميع، 98 ناديًا بعضوية كاملة في الاتحاد الإسكتلندي لكرة القدم، إلى جانب ثمانية أندية أخرى أعضاء منتسبين. تسمى المسابقة بكأس وليام هيل الإسكتلندي لأسباب تتعلق بالرعاية.

## وصلات خارجية
- الصفحة الرئيسية للبطولة
- كأس إسكتلندا على موقع الاتحاد الإسكتلندي لكرة القدم
- أرشيف كأس إسكتلندا على موقع الاتحاد الإسكتلندي لكرة القدم
- أرشيف نهائي كأس إسكتلندا على موقع الاتحاد الإسكتلندي لكرة القدم